# Décès en 1137
Décès
- 1133
- 1134
- 1135
- 1136
- 1137
- 1138
- 1139
- 1140
- 1141

Cette page dresse une liste de personnalités mortes au cours de l'année 1137 :
- 8 mars : Adèle de Blois,  princesse anglaise, fut régente de la principauté de Blois-Chartres, et mère du roi Étienne d'Angleterre.
- 9 avril : Guillaume X d'Aquitaine[1], dernier des comtes de Poitiers de la dynastie des Ramnulfides.
- 18 ou 19 avril : Amaury III, seigneur de Monfort-l'Amaury.
- 5 mai : Asser de Lund, premier archevêque scandinave de Lund.
- 23 juin : Adalbert Ier de Sarrebruck, chancelier de l’empereur Henri V et archevêque de Mayence.
- 1er août : Louis VI le Gros, roi des  Francs.
- 30 octobre : Serge VII de Naples, dernier duc de Naples.
- 4 décembre : Lothaire de Supplinbourg, duc de Saxe, élu roi des Romains, le 24 mai 1125, puis couronné empereur du Saint-Empire romain germanique.
- 18 décembre : Manassès Ier de Guînes, comte de Guines.

- Nicéphore Bryenne, général, homme d’État et historien byzantin.
- Éric II de Danemark, roi de Danemark.
- Grégoire VIII, antipape.
- Gruffydd ap Cynan, roi de Gwynedd.
- Gruffydd ap Rhys Ier, prince de Deheubarth qui règne sur le Cantref Mawr.
- Guarin, aumônier et chancelier du roi Roger.
- Roger de Joinville, seigneur de Joinville.
- Ibn Khafadja, poète andalou.
- Jean de Wurtemberg, seigneur du Wurtemberg.
- Amaury III de Montfort, seigneur de Montfort l'Amaury et comte d'Évreux.
- Pons de Tripoli, comte de Tripoli.
- Ramanuja, mystique, philosophe et théologien de l’Inde.
- Uberto Ratta, cardinal italien.

date incertaine (vers 1137)
- Sibylle de Guînes, héritière du comté de Guînes.

## Crédit d'auteurs
- Cet article est partiellement ou en totalité issu de l'article intitulé « 1137 » (voir la liste des auteurs).